# Jana fletcheri
Jana fletcheri är en fjärilsart som beskrevs av Berger 1980. Jana fletcheri ingår i släktet Jana och familjen Eupterotidae. Inga underarter finns listade i Catalogue of Life.